# Верхня Талача
Верхня Талача́ (рос. Верхняя Талача) — село у складі Каримського району Забайкальського краю, Росія. Входить до складу Нарин-Талачинського сільського поселення.

## Населення
Населення — 274 особи (2010; 337 у 2002).
Національний склад (станом на 2002 рік):
- росіяни — 94 %